# 長良川国際レガッタコース

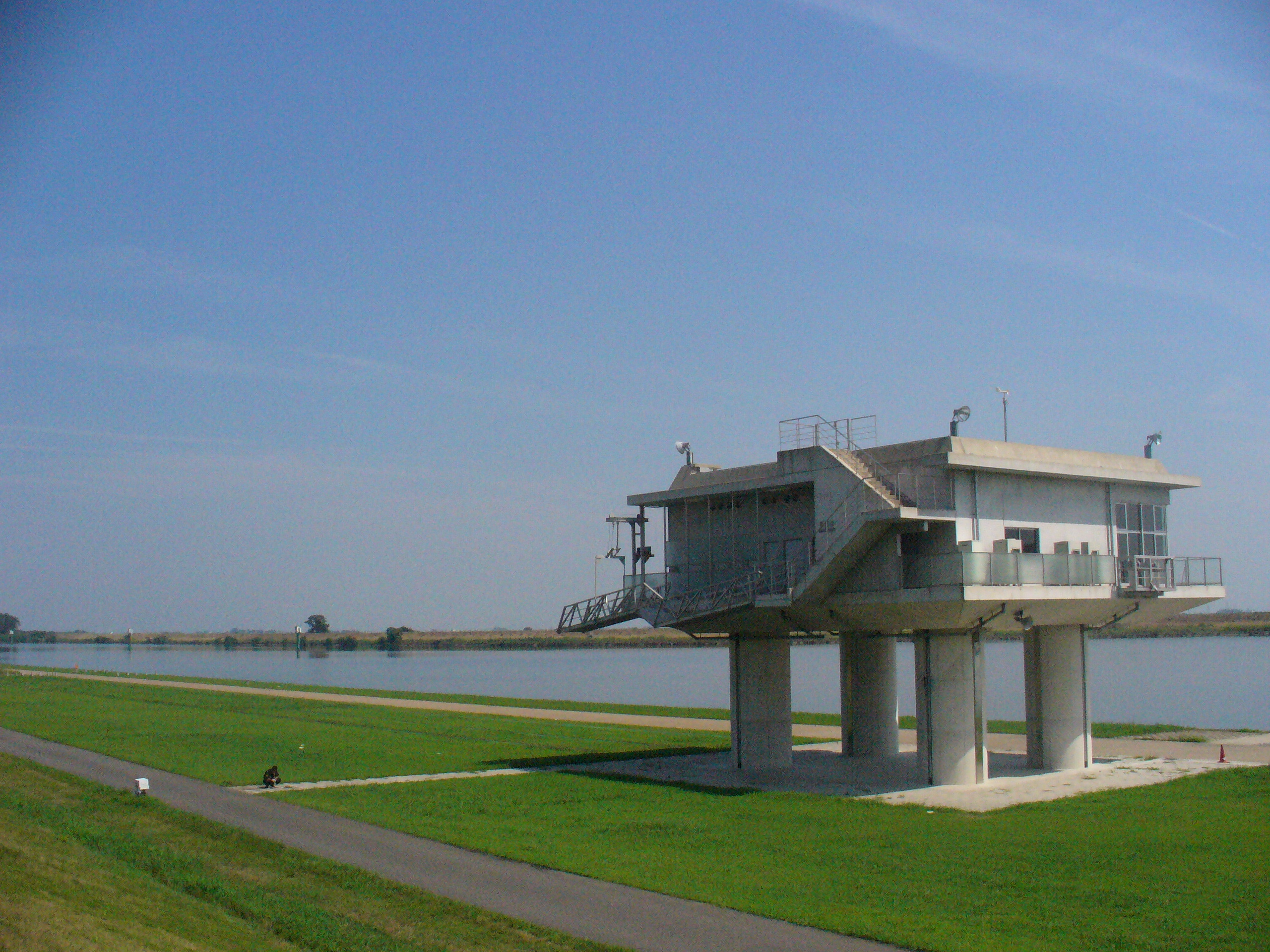
長良川国際レガッタコース
（手前にあるのは判定塔）

長良川国際レガッタコース（ながらがわこくさいレガッタコース）は、岐阜県海津市にある1998年秋に国土交通省によって長良川に作られたボート競技（レガッタ）のコースである。木曽三川公園センターの上流約2キロメートルにある長良川サービスセンターの東に位置する。
このコースの下流約11キロメートルに長良川河口堰があり、水流がほとんどない（静水域である）ため、ボート競技コースとしての国際的評価が高い。
2005年には、アジアで初めての世界ボート選手権がこのコースで開催され、世界的に注目を集めた。

## コース
- 直線2000メートルの10レーン

## 主な大会
- 2005年FISA世界ボート選手権大会
- 全日本中学選手権競漕大会
- 市民レガッタ（年2回）
  - 海津市（岐阜県）、桑名市（三重県）、愛西市（愛知県）が持ち回りで幹事を務め、5人乗りのナックルフォアで行われる約60チーム、約300人参加の交流大会。
    - 毎年5月 - 「木曽三川交流レガッタ」
    - 毎年9月 - 「デ・レーケ交流レガッタ」